# Dircenna loreta
Dircenna loreta är en fjärilsart som beskrevs av Richard Haensch 1903. Dircenna loreta ingår i släktet Dircenna och familjen praktfjärilar. Inga underarter finns listade i Catalogue of Life.